# Клименко Олександр Вікторович
Олекса́ндр Ві́кторович Климе́нко (16 листопада 1980, Макіївка, Донецька область, УРСР) — колишній український підприємець, проросійський політик і громадський діяч. Колишній Міністр доходів і зборів України (24 грудня 2012 — 27 лютого 2014). Представник українського олігархічного клану, відомого як «Сім'я Януковича». Перебуває у розшуку українських спецслужб і переховується в Росії від слідства.

## Життєпис

### Освіта
2002 закінчив Донецький університет управління, спеціальність «фінанси» (магістр фінансів).
У лютому 2010 — закінчив Дніпропетровський інститут державного управління Національної академії управління при Президентові України, спеціальність «державне управління» (магістр державного управління).
2011 — отримав ступінь кандидата економічних наук зі спеціальності «економіка та управління національним господарством».

### Кар'єра
1997—2005 — з братом Антоном Клименком став засновником і керівником ряду підприємств, які до 2004 року були консолідовані під управлінням холдингу «Група компаній Анталекс».
З серпня 2005 року — виходить з бізнесу, починає кар'єру політика. Пройшов шлях до заступника начальника спеціалізованої державної податкової інспекції по роботі з великими платниками податків міста Донецька.
У 2010 році призначений першим заступником голови Державної податкової адміністрації Донецької області.
З 24 вересня 2010 року — голова Державної податкової адміністрації Донецької області.
18 лютого 2011 року став заступником голови Державної податкової служби України.
7 листопада 2011 року став головою Податкової служби України.
24 серпня 2012 року отримав звання головного державного радника податкової служби.
24 грудня 2012 року став Міністром доходів і зборів України.
27 лютого 2014 року, після Революції гідності, Верховна Рада відправила Уряд у відставку та звільнила всіх міністрів, зокрема й Олександра Клименка.
Після нетривалої відсутності в публічній політиці завів рекламні сторінки в соціальній мережі Facebook і Twitter. У лютому 2015 завів аккаунт у соціальній мережі Instagram. У серпні 2015 року в мережі з'явився рекламний офіційний YouTube-канал і сайт політика.

## Кримінальні провадження
Після Революції Гідності, наприкінці лютого 2014-го, разом з родиною покинув територію України, пояснивши це «політичними переслідуваннями» та «загрозою життю». Його брат Антон також покинув Україну, продавши 2014 року бізнес-активи.

Країни, в яких Олександр під санкціями

З 21 лютого 2014 року перебуває в розшуку. 28 лютого 2014 року уряди Австрії й Швейцарії оголосили про арешт активів Клименка. 15 травня 2014 року Рада ЄС заморозила всі його рахунки. Клименко заявив, що не має рахунків поза Україною.
Клименка звинувачують за низкою кримінальних проваджень: участь у злочинній організації колишнього президента Януковича, зловживання службовим становищем в інтересах останнього. Зокрема, він є фігурантом кримінальної справи за ч. 2. ст. 364 (зловживання владою або службовим становищем) КК України, звинувачується в розкраданні 3 млрд грн з бюджету. 29 квітня 2014 року щодо Клименка було винесено повідомлення про підозру у скоєнні злочину, передбаченого ККУ.

В кінці травня СБУ оголосила його в розшук, його було звинувачено у тому, що він за попередньою змовою з іншими особами підконтрольного відомства організував в Одеській, Київській, Донецькій і Харківській областях так звані «програмні» підприємства для надання розмитнення товарів на території України за значно заниженою митною вартістю. Крім того, Клименка звинуватили у тому, що протягом 2012—2013 років він організував і захищав схеми ухилення від сплати податків підприємствами реального сектора економіки. Через незаконну діяльність підприємств та Клименка бюджету завдано збитків розміром 6 млрд грн.
2014 року СБУ заявило про причетність Клименка до фінансування масових заворушень в Одесі 2 травня, які призвели до загибелі людей. Цю інформацію без надання доказів розповсюдила співробітниця прес-служби СБУ Катерина Косарева. Клименко відкинув звинувачення, подав до суду. 6 серпня 2014 року Шевченківський суд Києва зобов'язав СБУ спростувати цю інформацію, назвавши оприлюднену заяву неправдивою. В результаті Клименко став першим з українських екс-чиновників-втікачів часів Януковича, хто в судовому порядку спростував звинувачення.
3 листопада 2014 року, апеляційний суд також визнав недостовірними озвучені СБУ відомості про причетність Клименко до подій в Одесі.
4 лютого 2015 року в Генпрокуратурі України заявляли, що Клименко оголошений в розшук Інтерполом.
11 серпня 2016 року Печерський суд Києва відмовив Прокуратурі України в заочному слідстві стосовно колишнього Клименка. Як заявила згодом військова прокуратура, протягом 2011—2013 Клименко зареєстрував на свого батька низку офшорних компаній на Британських Віргінських островах і на Кіпрі. Гроші, виведені з бюджету за допомогою цих компаній легалізовувались в європейських банках через офшорні рахунки і частково поверталися до приватних компаній України. Також у справі фігурував брат Клименка Антон. У вересні 2019 року єдиний свідок у цій справі, донецький підприємець Владислав Дрегер у відеозверненні заявив, що всі його покази було сфальшовано. Зокрема, Дрегер заявив, що покази були сфальшовані ним за планом, розробленим спільно з військовим прокурором Анатолієм Матіосом та його прокурорами.
Станом на 2019 рік, за жодним з кримінальних проваджень щодо Клименка, не винесено вироків суду. Одне з проваджень було передано до суду. Клименко називає тиск на нього «політичним».
19 травня 2020-го у ВАКС заявили, що Клименко не перебуває в міжнародному розшуку, а тому його заочний арешт було скасовано.

### Публічна діяльність після лютого 2014 року
Ряд колишніх журналістів медіахолдингу Мультимедіа-інвест груп (газета і радіо Вести, журнал Вести. Репортер, телеканал UBR) називали Клименка справжнім власником компанії, натомість публічно таким себе називав Ігор Гужва. У липні 2015 року Гужва оголосив про продаж своєї частки і відхід з поста глави холдингу і редактора газети «Весті». Новим головою холдингу стала колишній прес-секретар і цивільна дружина Клименка, Ольга Семченко.
У листопаді 2014 року Клименко заявив про початок роботи ініціативи «Відновлення Донбасу».
12 грудня 2015 обраний головою партії «Успішна країна». З'їзди партії постійно зривають представники партіотично налаштованих об'єднань. У червні 2018 року Міністерство юстиції ініціювало судовий розгляд про заборону партії. В офісах та житлі членів партії проводилися обшуки СБУ та військовою прокуратурою, а голову виконавчої ради партії звинуватили в державній зраді й закликах до розвалу конституційної цілісності країни.
Восени 2017 року був запущений проект «Klymenko Time», над яким, серед інших, працювала колишня співробітниця холдингу «Вести-Україна».
У вересні 2017 Клименко створив «правозахисну платформу „Успішна варта“», що декларувала надання правової допомоги та моніторингу порушень прав людини в Україні.
2022 року президент Зеленський позбавив Клименка українського громадянства.

## Відзнаки та рейтинги

### Відзнаки
- 02.07.2007 — Почесна грамота виконкому Донецької міської ради.
- 10.11.2010 — Нагрудний знак Державної податкової адміністрації України «За заслуги».
- 29.06.2011 — Нагрудний знак Державної митної служби України «За митну безпеку держави» ІІ ступеня.
- 07.11.2011 — Нагрудний знак Державної податкової служби України «Почесний працівник державної податкової служби України».
- 22.02.2012 — Відомча заохочувальна відзнака Управління Державної охорони України «За сприяння державній охороні».
- 27.06.2012 — Нагрудний знак Міністерства внутрішніх справ України «Лицар Закону».
- 24.08.2012 — присвоєно спеціальне звання головного державного радника податкової служби[38].
- 14.12.2013 — присвоєно спеціальне звання головного державного радника податкової та митної справи[39].

### Рейтинги
- 2012 рік — 17 місце в рейтингу 200 найвпливовіших українців за версією журналу «Фокус»[40].
- 2012 рік — 19 місце в рейтингу «ТОП-100 найвпливовіших українців» за версією журналу «Кореспондент»[41].
- 2013 рік — 12 місце в рейтингу 200 найвпливовіших українців за версією журналу «Фокус»[42].
- 2013 рік — 8 місце в рейтингу «ТОП-100 найвпливовіших українців» за версією журналу «Кореспондент»[43].

## Статки
Основні офіційні статки Клименко заробив, працюючи у бізнесі. Після переходу на держслужбу у 2005 році передав свої бізнес-активи у власність членів родини.
За 2011 рік Клименко задекларував майже 700 тис. гривень доходів, а члени його сім'ї — 21,353 млн гривень. Дохід Клименко від виконання обов'язків глави Податкової служби склав 114,26 тис. гривень. Основну частину коштів він заробив завдяки відсоткам та дивідендам — 580,455 тис. гривень.
За 2012 рік Клименко задекларував зарплату та інші виплати по трудовому або цивільно-правовому договору на рівні 165 тис. гривень. При цьому його дохід від дивідендів та відсотків склав 850 тис.гривень, дохід від відчуження нерухомості — 284 тисяч грн.
За інформацією ЗМІ, має наручний годинник «IWC Portuguese Vintage 1939 (Platinum)» вартістю 40 тис. $. 2011 року на його руці журналісти також помітили годинник з рожевого золота швейцарської фірми A. Lange & Sohne.
Після втечі Клименка нове керівництво Міндоходів продемонструвало журналістам знахідки в будівлі Міністерства: металевий бункер для переговорів, оздоблену зону відпочинку (соляна кімната, боксерський ринг, сауна) та особисте крісло Клименка вартістю 70 тис. євро. Клименко на Facebook заявив, що крісло коштує 4 тис. євро, а все, побудоване в будівлі Міндоходів під час його перебування на посаді міністра, за заявою Клименка, побудовано ним на власні кошти. Необхідність такого оздоблення він пояснив складним та насиченим графіком роботи.